# Маринованная свёкла

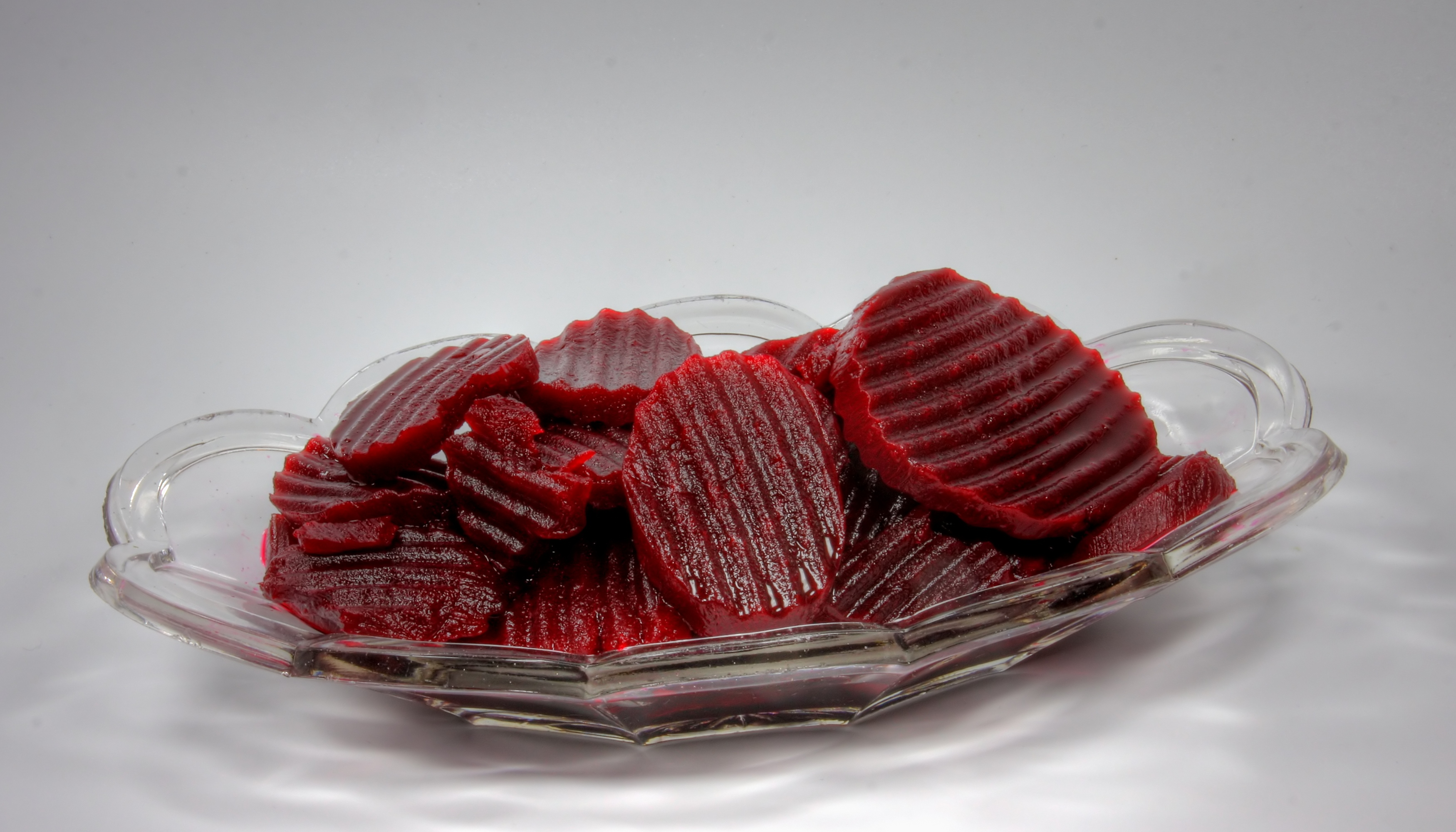
Маринованная свёкла

Маринованная свёкла — консервированное закусочное блюдо из столовой свёклы в уксусной кислоте, обладает приятным кисловатым вкусом и ароматом пряностей. В советской кухне маринованная свёкла выступала как самостоятельным блюдом, так и ингредиентом винегретов или гарниром к мясным и рыбным блюдам.
Очищенные от кожицы корнеплоды нарезают различными способами (кубиками, лапшой, соломкой, ломтиками), укладывают в герметически закрываемую стеклянную посуду и заливают маринадом из уксусной эссенции с сахаром и пряностями и пастеризуют при 90 °C либо стерилизуют в кипящей воде. В СССР выпускали также маринованную свёклу с хреном, а в зависимости от способа приготовления и содержания уксуса выделяли слабокислую и кислую пастеризованную маринованную свёклу. В датской кухне маринованная свёкла также является популярным гарниром, её также добавляют в русский салат.